# 蘭喬梅薩弗德 (亞利桑那州)
蘭喬梅薩弗德（英語：Rancho Mesa Verde）是位於美國亞利桑那州尤馬縣的一個人口普查指定地區。根據2010年美國人口普查，該地人口為625人，而該地的面積約為0.29平方千米。

## 地理
蘭喬梅薩弗德的座標為32°35′40″N 114°39′18″W / 32.59444°N 114.65500°W，而該地最高點為海拔高度57米（即187英尺）。